# Ravine Saint-Gilles
La ravine Saint-Gilles est un cours d'eau de La Réunion qui a son embouchure dans l'océan Indien.

## Géographie
De 21,4 km de longueur, la ravine Saint-Gilles prend source au piton de la Ravine Saint-Gilles à 2 380 m d'altitude sur la commune de Saint-Paul. Elle a son embouchure à Saint-Gilles les Bains, entre le cap des Chameaux et la plage des Roches Noires, sur la commune de Saint-Paul.

## Accès aux bassins
L'accès aux bassins est interdit depuis 2002, mais cela n’empêche pas les centaines de visiteurs de passer chaque jour afin de se rafraichir, surtout en été. En remontant la D10 (route du théâtre), on passe d'abord le théâtre, puis la pépinière. Situé à 500m sur la droite, un parking et un bar accueillent les "visiteurs". Entre l'entrée du parking et l'arrêt de bus "Cormorans" se situe un grand portail qui a été forcé. C'est l'entrée. Un gros panneau indique que l'accès est interdit et demande de respecter cette requête. À deux pas de l'arrêt de bus, un petit chemin qui descend permet de pénétrer sans passer par le portail, et sans passer par des grillages éventrés. On retombe bien vite sur un petit canal, le canal de Prune.
De là, trois accès sont possibles :
- bassin Malheur (le plus en amont) : Il suffit de suivre le canal de Prune d'un bout à l'autre afin d'arriver au bassin Malheur. Il fallait mettre les pieds dans l'eau glacée (les canaux ne sont plus alimentés en eau depuis), traverser 3 tunnels (prévoir une lampe torche), et marcher sur un petit muret en ciment bordant le canal d'un côté, et le ravin de l'autre. Il est toutefois possible de rester dans les canaux en continu si on souhaite éviter de marcher sur le muret étant donné que l'eau ne circule plus dans les canaux. Après le premier tunnel, un endroit plutôt dangereux devra être franchi : des roches se sont écroulés à cet endroit. Les personnes souffrant de vertiges auront certainement du mal à franchir ce passage. Le bassin est accessible en 15 minutes environ.
- bassin des Aigrettes : C'est sans doute le plus beau bassin. Il est muni d'une magnifique cascade, et d'un bassin d'un bleu agréable. Pour s'y rendre, il suffit de suivre le canal Prune, puis de rattraper le petit sentier des Cormorans dès que cela est possible (remonter un peu le canal Prune sur 100m, puis prendre le petit sentier qui descend sur la droite. Enfin, descendre le sentier (par la gauche). La droite nous ramène au parking en passant par les grillages. En suivant le sentier, on arrive bien vite au canal Jacques qu'il suffira de suivre en tournant à gauche. Encore une fois, il est possible de patauger dans l'eau une fois qu'on a rejoint le canal Jacques afin d'éviter de marcher sur le petit muret, mais pas de tunnel à traverser, et la promenade est bien plus facile. Ce bassin est accessible en 10 minutes environ.
- bassin Cormorans (le plus en aval) : Enfin, le bassin Cormorans est le moins visité, parce qu'il faut descendre un sentier beaucoup plus sauvage et escarpé. Il suffit de suivre le même sentier que pour le bassin des Aigrettes. Arrivé au canal Jacques, il faudra suivre le sentier qui descend à droite, plutôt que de longer le canal Jacques à gauche. La nature a repris le dessus. Prévoir de quoi écarter les moustiques. Il sera possible d'acheter des boissons chez Franck, l’Hermite qui s'est installé par ici. Le bassin est accessible en 30 minutes environ.

## Bassins
Les bassins de la Ravine Saint-Gilles se situent à l'Ouest de La Réunion, entre Saint-Gilles les Bains et Saint-Gilles les Hauts.
Ils constituent une excursion prisée d'une vingtaine de minutes de marche facile pour accéder à des petites piscines naturelles creusées au pied de chutes d'eau. Il y coule une eau limpide et fraîche offrant une oasis de fraîcheur dans la chaleur parfois étouffante de la côte ouest. Le canyoning s'y pratique aussi.

## Le bassin Malheur
C'est le bassin le plus en amont, alimenté par des sources résurgentes.
On y accède grâce à un sentier qui suit le canal de l'Eperon. Une originalité de ce sentier est qu'il est nécessaire de marcher dans l'eau pour franchir une succession de trois tunnels d'adduction. On pourra également y observer de nombreux nids de tisserands (Bélier) suspendus sur des tiges de bambous.
Une végétation riche (songes, fougères, bambous...) s'est développée grâce à l'humidité due au bassin.
Depuis le bassin Cormoran, il est possible de suivre le Canal du Ker Anna afin d'accéder à un point de vue splendide sur le bassin des Aigrettes.

## Le bassin des Aigrettes
Situé en aval du Bassin Malheur, le Bassin des Aigrettes est alimenté en permanence par une multitude de petites cascades.
C'est certainement le bassin le plus accueillant et de nombreuses familles réunionnaises y viennent en fin de semaine se promener et se baigner dans une eau claire et fraîche.
Celui-ci est officiellement fermé au public depuis 2002.

## Le bassin Cormoran
Ce bassin alimenté par une cascade courte mais d'un débit pouvant être impressionnant se situe en aval des deux bassins précédents. Il se trouve presque au fond de la ravine. Une bambouseraie s'y est développée.
Ce bassin est beaucoup plus statique que Les Aigrettes et Cormoran. Il est beaucoup moins touristique mais offre tout de même une zone ombragée et calme propice au repos.
Voir si ce plan d'eau est accessible !

## Le bassin Bleu
C'est le plus en amont et le plus inaccessible.
On y trouve les ruines de l'usine hydroélectrique qui alimentait autrefois Saint-Paul et Le Port.

## La ravine Saint-Gilles
La ravine Saint-Gilles est un poème de Leconte de Lisle extrait du recueil Poèmes barbares.
La gorge est pleine d'ombre où, sous les bambous grêles,

Le soleil au zénith n'a jamais resplendi,

Où les filtrations des sources naturelles

S'unissent au silence enflammé de midi.

De la lave durcie aux fissures moussues,

Au travers des lichens l'eau tombe en ruisselant,

S'y perd, et, se creusant de soudaines issues,

Germe et circule au fond parmi le gravier blanc.

 

Un bassin aux reflets d'un bleu noir y repose,

Morne et glacé, tandis que, le long des blocs lourds,

La liane en treillis suspend sa cloche rose,

Entre d'épais gazons aux touffes de velours.

Sur les rebords saillants où le cactus éclate,

Errant des vétivers aux aloès fleuris,

Le cardinal, vêtu de sa plume écarlate,

En leurs nids cotonneux trouble les colibris.

Les martins au bec jaune et les vertes perruches,

Du haut des pics aigus, regardent l'eau dormir,

Et, dans un rayon vif, autour des noires ruches,

On entend un vol d'or tournoyer et frémir.

Soufflant leur vapeur chaude au-dessus des arbustes,

Suspendus au sentier d'herbe rude entravé,

Des bœufs de Tamatave, indolents et robustes,

Hument l'air du ravin que l'eau vive a lavé ;

Et les grands papillons aux ailes magnifiques,

La rose sauterelle, en ses bonds familiers,

Sur leur bosse calleuse et leurs reins pacifiques

Sans peur du fouet velu se posent par milliers.

À la pente du roc que la flamme pénètre,

Le lézard souple et long s'enivre de sommeil,

Et, par instants, saisi d'un frisson de bien-être,

Il agite son dos d'émeraude au soleil.

Sous les réduits de mousse où les cailles replètes

De la chaude savane évitent les ardeurs,

Glissant sur le velours de leurs pattes discrètes

L'œil mi-clos de désir, rampent les chats rôdeurs.

Et quelque Noir, assis sur un quartier de lave,

Gardien des bœufs épars paissant l'herbage amer,

Un haillon rouge aux reins, fredonne un air saklave,

Et songe à la grande Île en regardant la mer.

Ainsi, sur les deux bords de la gorge profonde,

Rayonne, chante et rêve, en un même moment,

Toute forme vivante et qui fourmille au monde

Mais formes, sons, couleurs, s'arrêtent brusquement.

Plus bas, tout est muet et noir au sein du gouffre,

Depuis que la montagne, en émergeant des flots,

Rugissante, et par jets de granit et de soufre,

Se figea dans le ciel et connut le repos.

À peine une échappée, étincelante et bleue,

Laisse-t-elle entrevoir, en un pan du ciel pur,

Vers Rodrigue ou Ceylan le vol des paille-en-queue,

Comme un flocon de neige égaré dans l'azur.

Hors ce point lumineux qui sur l'onde palpite,

La ravine s'endort dans l'immobile nuit ;

Et quand un roc miné d'en haut s'y précipite,

Il n'éveille pas même un écho de son bruit.

Pour qui sait pénétrer, Nature, dans tes voies,

L'illusion t'enserre et ta surface ment :

Au fond de tes fureurs, comme au fond de tes joies,

Ta force est sans ivresse et sans emportement.

Tel, parmi les sanglots, les rires et les haines,

Heureux qui porte en soi, d'indifférence empli,

Un impassible cœur sourd aux rumeurs humaines,

Un gouffre inviolé de silence et d'oubli !

La vie a beau frémir autour de ce cœur morne,

Muet comme un ascète absorbé par son Dieu ;

Tout roule sans écho dans son ombre sans borne,

Et rien n'y luit du ciel, hormis un trait de feu.

Mais ce peu de lumière à ce néant fidèle,

C'est le reflet perdu des espaces meilleurs !

C'est ton rapide éclair, Espérance éternelle,

Qui l'éveille en sa tombe et le convie ailleurs !